# Джентльмен Джим
«Джентльмен Джим» (англ. Gentleman Jim) — фільм про бокс 1942 року режисера Рауля Волша з Ерролом Флінном у ролі Джеймса Дж. Корбетта, чемпіона з боксу у важкій вазі. У фільмі також знімались Алексіс Сміт, Джек Карсон, Алан Гейл, Вільям Фроулі та Уорд Бонд в ролі Джона Л. Саллівана. Фільм заснований на автобіографії Корбетта «Рев натовпу» 1894 року. Флінн казав, що роль Корбетта одна з найулюбленіших в його кар'єрі.

## Сюжет
У 1887 році в Сан-Франциско бокс знаходитья поза законом. Джеймс Дж. Корбетт (Ерол Флінн), молодий банківський службовець, відвідує підпільний матч зі своїм другом Волтером Лоурі (Джек Карсон). Під час поліцейського рейду Корбетт рятує суддю Ґірі, члена ради директорів банку, де працює Корбетт. Суддя прагне покращити імідж боксу, як спорту, шляхом залучучення чоловіків з середнього й вищого класів для поєдинків за правилами маркіза Квінсберрі. Суддя привіз Сан-Франциско британського тренера Гаррі Вотсона (Ріс Вільямс), який високо оцінів перспективи Корбетта на рінгу.
Корбетт починає більше спілкуватись з представниками вищого класу, яких він здебільшого дратує — особливо Корбетт дратує Вікторію Вейр (Алексіс Сміт). Але з часом Корбетт приваблює її, а його безмежна самовпевненість і чарівність зрештою перемагають її неприязнь до нього.
Тим часом Корбетт стає професійним боксером. Він наймає менеджера, Біллі Делейні (Вільям Фроулі), та вибудовує свій власник, більш витончений, стиль боксу. Його стіль базується активній на роботі ногами замість хаотичного махання кулаками — стилем чемпіоном світу Джона Л. Саллівана (Ворд Бонд). Вигравши кілька матчів, Корбетт нарешті отримує можливість зустрітитись з Саллівано на рінгу. Стиль Корбетта спантеличує Саллівана, і Корбетт виграє не лише титул, а також завойовує серце Вікторії.
Джеймс Корбетт стає новим чемпіоном у важкій вазі. Переможений Салліваном особисто передає Корбетту чемпіонський пояс.

## У ролях
- Еррол Флінн — Джеймса Дж. Корбетта
- Алексіс Сміт — Вікторія Вейр
- Джек Карсон — Волтер Лоурі
- Алан Гейл — Пет Корбетт
- Джон Лодер — Карлтон де Вітт
- Вільям Фроулі — Білл Делані
- Майнор Вотсон — Бак Вейр
- Уорд Бонд — Джон Л. Салліван
- Мадлен Лебо — Анна Гелд
- Ріс Вільямс — Гаррі Вотсон
- Артур Шилдс — отець Берк
- Дороті Воган — Ма Корбетт
- Гаррі Крокер — Чарльз Крокер (в титрах не вказаний)
- Арт Фостер — Джек Берк (в титрах не вказаний)
- Пет Флаерті — Гаррі Корбетт (в титрах не вказаний)
- Френк Мейо — Ліленд Стенфорд (в титрах не вказаний)
- Генрі О'Хара — Колліса Хантінгтона
- Джордж Ллойд — Гарріган (в титрах не вказаний)
- Михайло Мазуркевич — Джейк Кілрейн (в титрах не вказаний)
- Семмі Стайн — Джо Чойнскі (в титрах не вказаний)

## Виробництво
У липні 1941 року стало відомо, що компанія Warner Bros купила права на зйомки фільму про життя Джеймса Корбетта у його вдови Віри. Головну роль мав зіграти Еррол Флінн, а Енеас Маккензі та Воллі Клайн почали писати сценарій,
Флінн був дуже зацікавлений у зйомках в цьому фільмів, та готу вався, займаючись боксом з Бастером Вайлсом тв Муші Каллаханом. Однак, коли США офіційно вступили у Другу світову війну, було вирішено відкласти зйомки фільму. Були певні сумніви, що фільм взагалі коли-небудь буде знято, якби Флінн пішов в армію, але через погане здоров'я Флінна не було мобілізовано. Зйомки почалися в травні 1942 року.
У своїй автобіографії Флінн докладно описує, як у нього стався легкий серцевий напад під час зйомок фільму. Він знепритомнів на знімальному майданчику 15 липня 1942 року під час зйомок сцени боксу з Уордом Бондом. Зйомки довелося припинити, поки він одужає — він повернувся через тиждень.
Флінн сприйняв цю роль серйозно, та він рідко користувався послугами дублерів під час зйомок сцен боксу.
Режисер фільму Рауль Волш знав Джеймса Корбетта особисто — він познайомився з ним, коли той ще був маленьким хлопчиком.

## Бокс-офіс
За даними Variety, це був третій фільм Еррола Флінна від Warner Bros, який у 1942 році зібрав щонайменше 2 мільйони доларів.